# Schwedderbergstraße 17 (Bad Suderode)

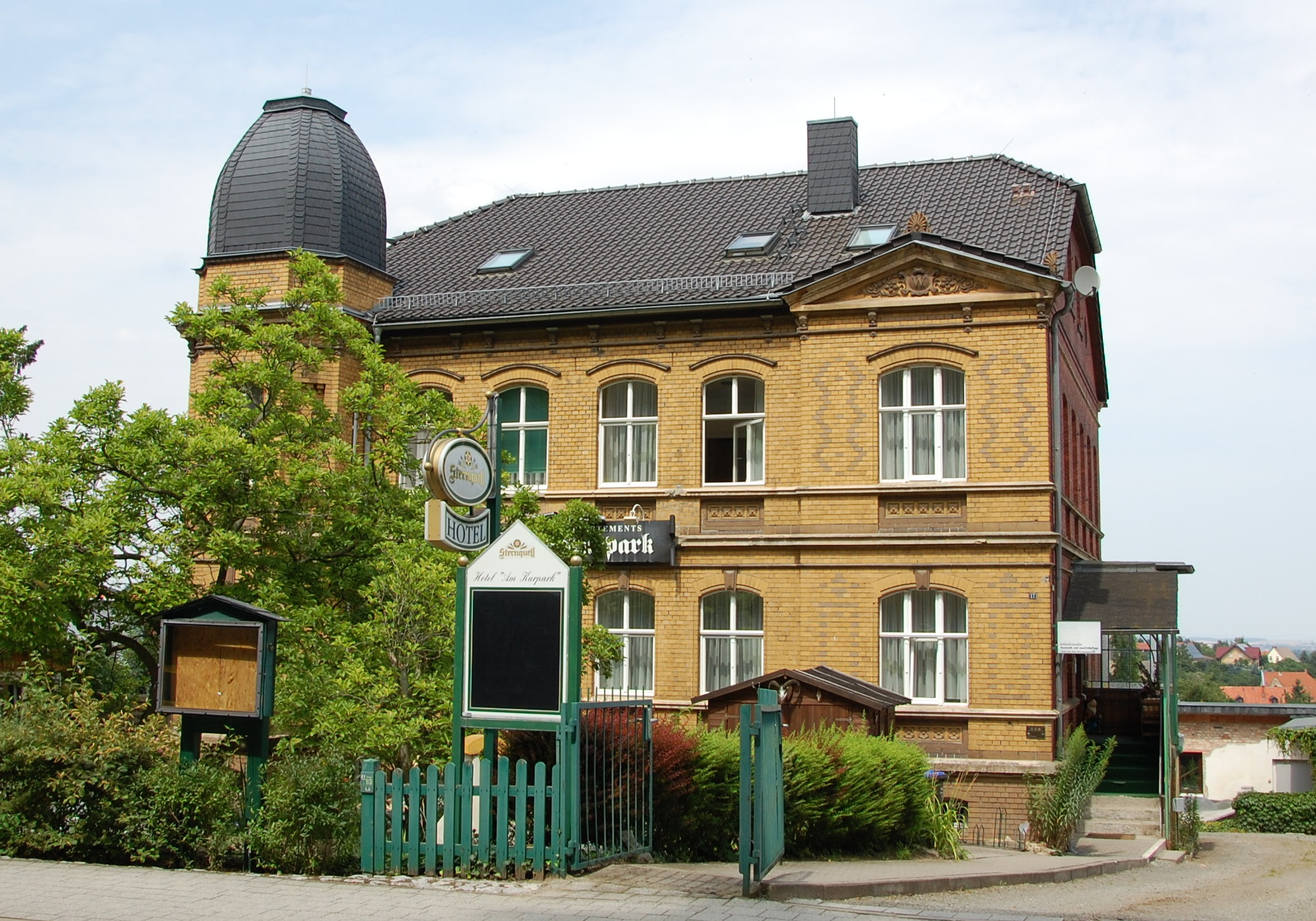
Haus Schwedderbergstraße 17

Das Haus Schwedderbergstraße 17 ist ein denkmalgeschütztes Gebäude im zur Stadt Quedlinburg in Sachsen-Anhalt gehörenden Ortsteil Bad Suderode.

## Lage
Es befindet sich südlich des Ortskerns Bad Suderodes, zurückgesetzt auf der Nordseite der Schwedderbergstraße, am nördlichen Fuße des Schwedderbergs. Im örtlichen Denkmalverzeichnis ist das Gebäude als Kurpension eingetragen.

## Architektur und Geschichte
Der zweigeschossige an eine Villa erinnernde Bau aus gelben Klinkern entstand in der Zeit um 1900. Er unterscheidet sich in seiner Architektur deutlich von der Umgebungsbebauung. Das repräsentative Gebäude verfügt auf der Ostseite über einen Seitenrisalit. Markant ist der an der Südwestecke bestehende polygonale Turm.